# آدم أورين
آدم أورين (بالتركية: Adem Ören)‏ مواليد 8 نوفمبر 1979 في أماصيا، تركيا، هو لاعب كرة سلة تركي. بدأ مسيرته الاحترافية في سنة 1997. يبلغ طوله 6 قدم 9.5 بوصة (2.1 م).

## المسيرة الاحترافية
لعب مع كارشياكا من سنة 1997 إلى 2000، ثم لعب مع تورك تيليكوم في الدوري التركي من سنة 2004 إلى 2006، ثم لعب مع نادي طوفاس الرياضي في موسم 2006–2007، ثم لعب مع تورك تيليكوم في موسم 2007–2008، ثم لعب مع بشكتاش لكرة السلة في الدوري التركي من سنة 2008 إلى 2010، ثم لعب مع تورك تيليكوم في موسم 2010–2011، ثم لعب مع بشكتاش لكرة السلة في الدوري التركي في موسم 2011–2012، ثم لعب مع داروشافاكا في سنة 2013.

## روابط خارجية
- آدم أورين على موقع الدوري الأوروبي لكرة السلة (الإنجليزية)
- آدم أورين على موقع كرة السلة الأوروبية.كوم (الإنجليزية)
- آدم أورين على موقع ريلجم (الإنجليزية)
- آدم أورين على موقع بروبوليرز (الإنجليزية)
- آدم أورين على موقع سبورتس رفرنس (الإنجليزية)